# Мёртвые 2: Индия
«Мёртвые 2: Индия» (англ. The Dead 2: India) — британский фильм о зомби 2013 года. Это продолжение фильма «Мёртвые». Фильм был снят студией Road Trip Pictures совместно с Latitude Films, режиссёрами братьями Форд, а в главных ролях Джозеф Миллсон, Мину Мишра и Ананд Кришна Гоял. Действие фильма происходит в индийских штатах Раджастхан и Махараштра. Мировая премьера фильма состоялась 22 августа 2013 года в качестве вступительного фильма на кинофестивале «Film 4 FrightFest», который состоялся на лондонской «Empire Leicester Square».

## Сюжет
Корабль из Сомали, на борту которого находится инфицированный работник, прибывает в порт. Получив скромное воздаяние за свою работу, он покидает судно и растворяется в суете многонаселенного, что влечёт за собой череду ужасных событий.
Тем временем американский инженер, работающий на одной из электростанций в индийской глубинке, узнает от своей возлюбленной, живущей в Мумбаи, о том, что она беременна и решает поехать к ней… Разразившаяся эпидемия, в результате которой жители погибают и возвращаются к жизни в обличие зомби, становиться опасным препятствием на пути Николаса к своей девушке. Однако, Николас встречает местного беспризорника, выросшего в суровых условиях и возмужавший не по годам, который сопровождает и помогает ему выбраться из города кишащего живыми мертвецами.

## В ролях
- Джозеф Миллсон — Николас Бёртон
- Ананд Кришна Гоял — Джавед
- Мину Мишра — Ишани Шарма
- Пунам Матур — мать Ишани
- Сандип Датта Гупта — отец Ишани

## Производство
Производство столкнулось с небольшими проблемами, большинство статистов, используемых для игры в зомби, не владели английским языком, поэтому создателям пришлось использовать переводчиков, чтобы объяснить вещи. Джозеф Миллсон также упомянул, что они не получили разрешения от правительства Индии на съёмки фильма в Индии.

## Реакция
Фильм получил смешанные отзывы критиков. На «Rotten Tomatoes» фильм имеет два положительных отзыва и два отрицательных.